# Тони Робертс
Дејвид Ентони „Тони” Робертс (енгл. David Anthony "Tony" Roberts; Њујорк, 22. октобра 1939 — Њујорк, 7. фебруар 2025) био је амерички позоришни, филмски и ТВ глумац. Најпознатији је по бројним позоришним представама и по својим улогама у шест филмова Вудија Алена, укључујући успешан филм Ени Хол (1977), где често игра Аленовог најбољег пријатеља.